# Piazza dell'Indipendenza
Piazza dell'Indipendenza är ett torg i Rione Castro Pretorio i Rom, uppkallat efter de italienska självständighetskrigen (Guerre d'indipendenza italiane), vilka var en del av Risorgimento. 

## Beskrivning
Italien enades år 1871. Året därpå anlades Piazza dell'Indipendenza. Under antiken var denna plats känd som Campus Sceleratus (jämför latinets sceleratus, "skändlig", "förfärlig"), där vestaljungfrur, vilka hade brutit sitt kyskhetslöfte, begravdes levande.
Bebyggelsen vid Piazza dell'Indipendenza präglas av villini, en mindre typ av bostadspalats. Vid piazzan är Palazzo dei Marescialli beläget; det ritades av Costantino Costantini och hyser Consiglio superiore della magistratura. Fasaden till Palazzo della Federconsorzi vid Via Curtatone har en 52 meter lång bronsfris, Lavoro dei campi, utförd av Pericle Fazzini år 1955.

## Omgivningar
- Sacro Cuore di Gesù
- Santa Maria degli Angeli
- Stazione Termini
- Museo delle Terme di Diocleziano
- Diocletianus termer
- Piazza delle Finanze

## Bilder

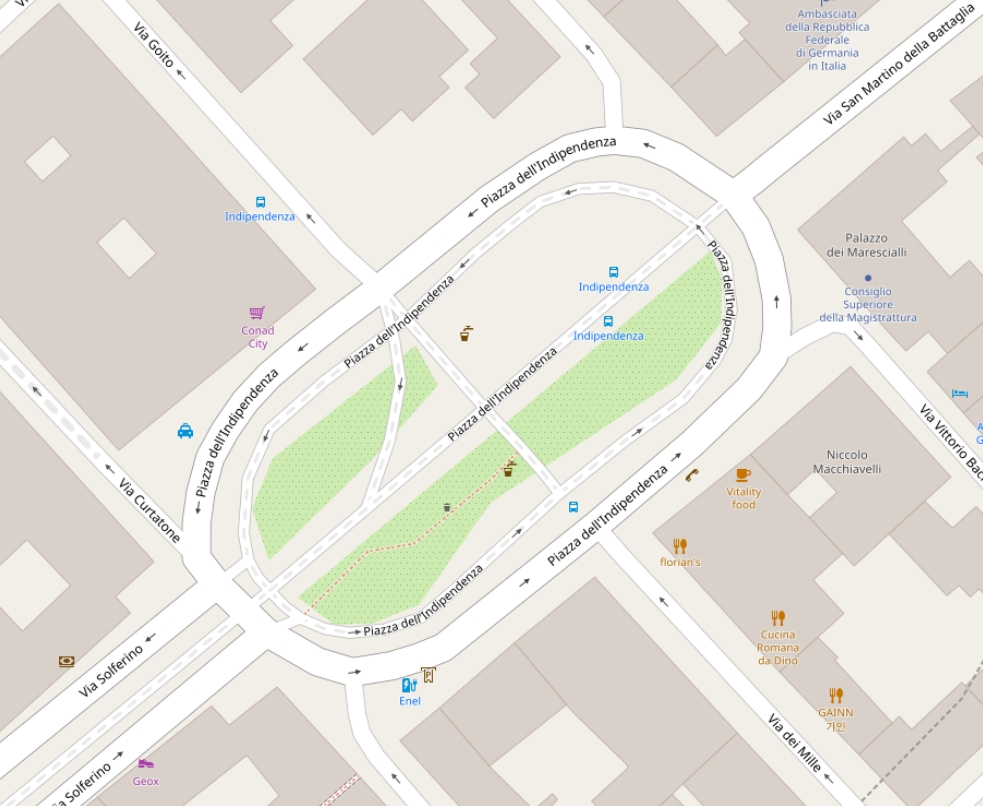
Piazza dell'Indipendenza på en karta från år 2022.
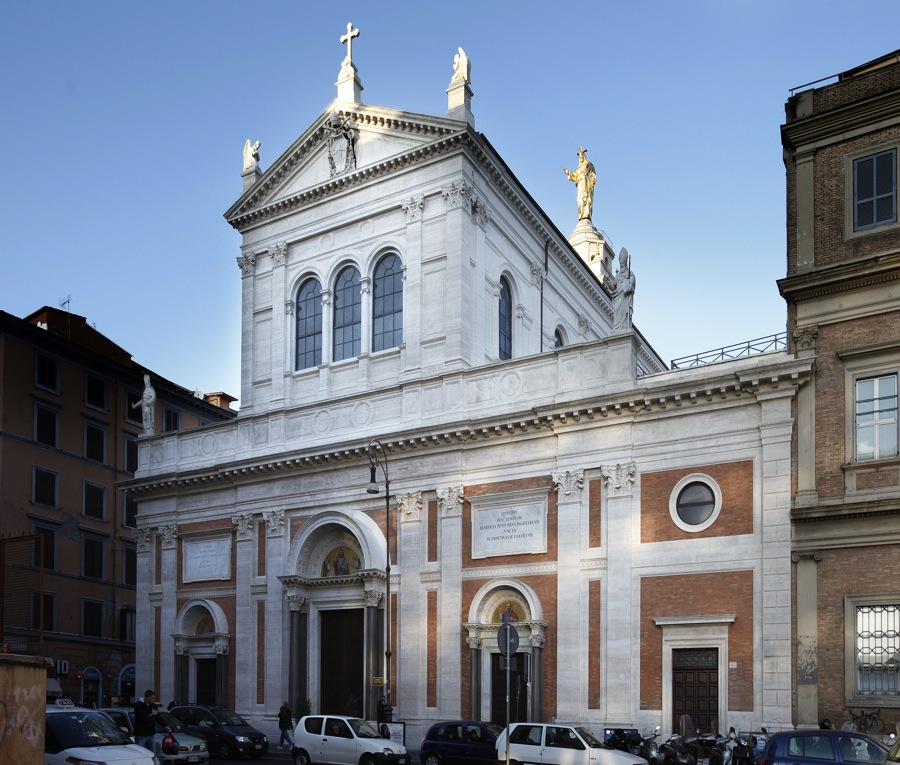
Sacro Cuore di Gesù.
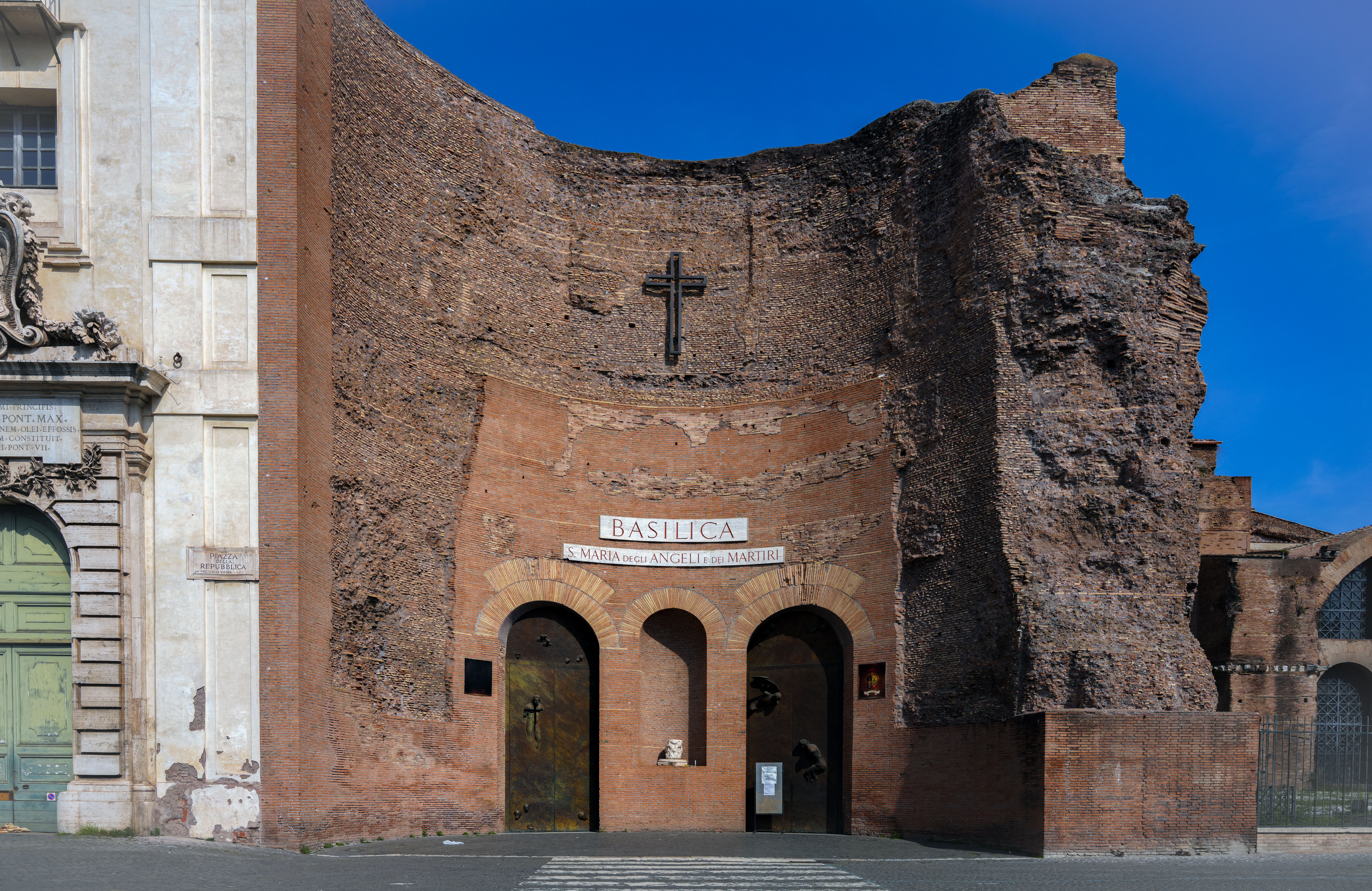
Basilikan Santa Maria degli Angeli e dei Martiri är inrymd i tepidariet och frigidariet i Diocletianus termer.
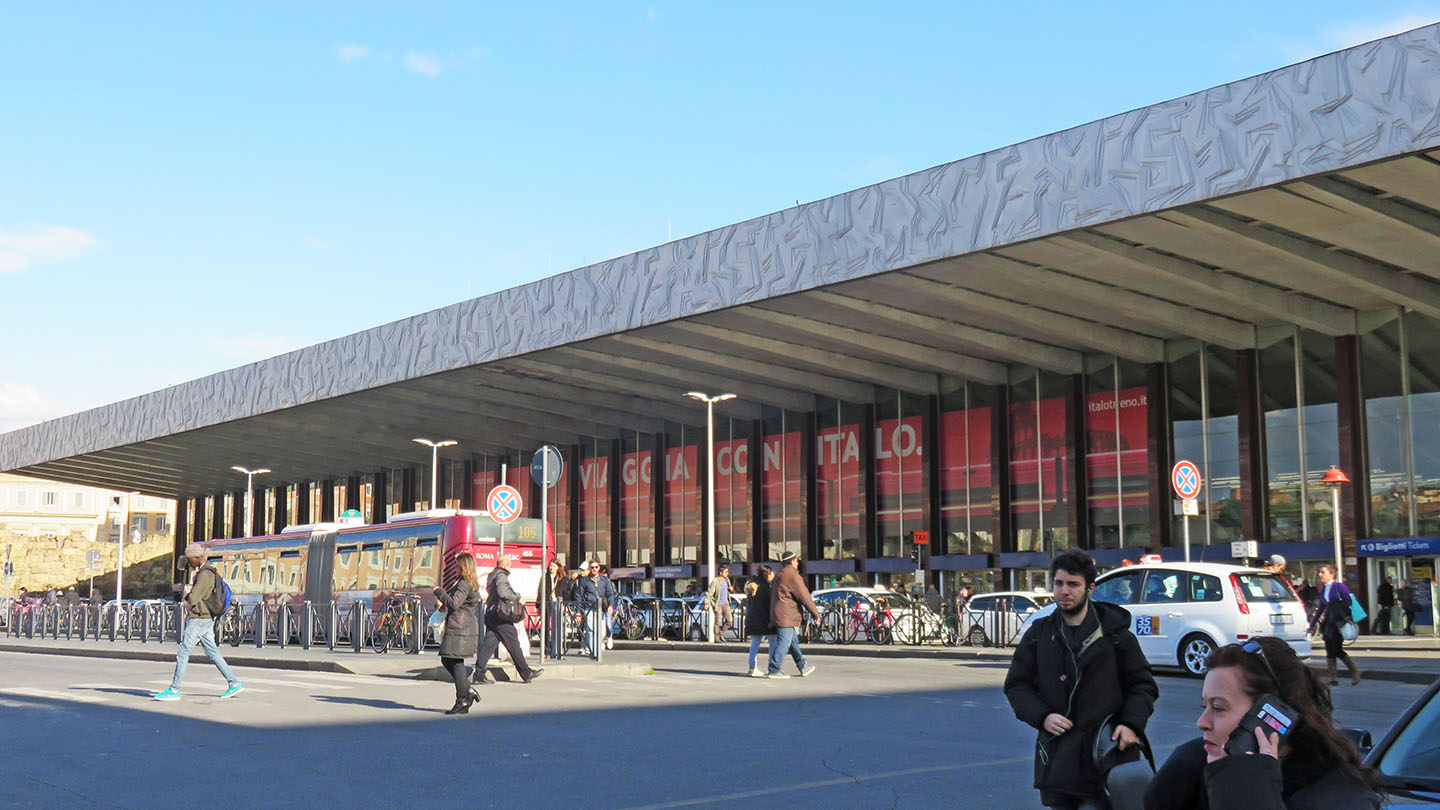
Stazione Termini.

## Kommunikationer
- Tunnelbanestation Termini – Roms tunnelbana, linjerna
- Tunnelbanestation Castro Pretorio – Roms tunnelbana, linje
- Busshållplats Indipendenza – Roms bussnät, linje 310